# IBM Roadrunner

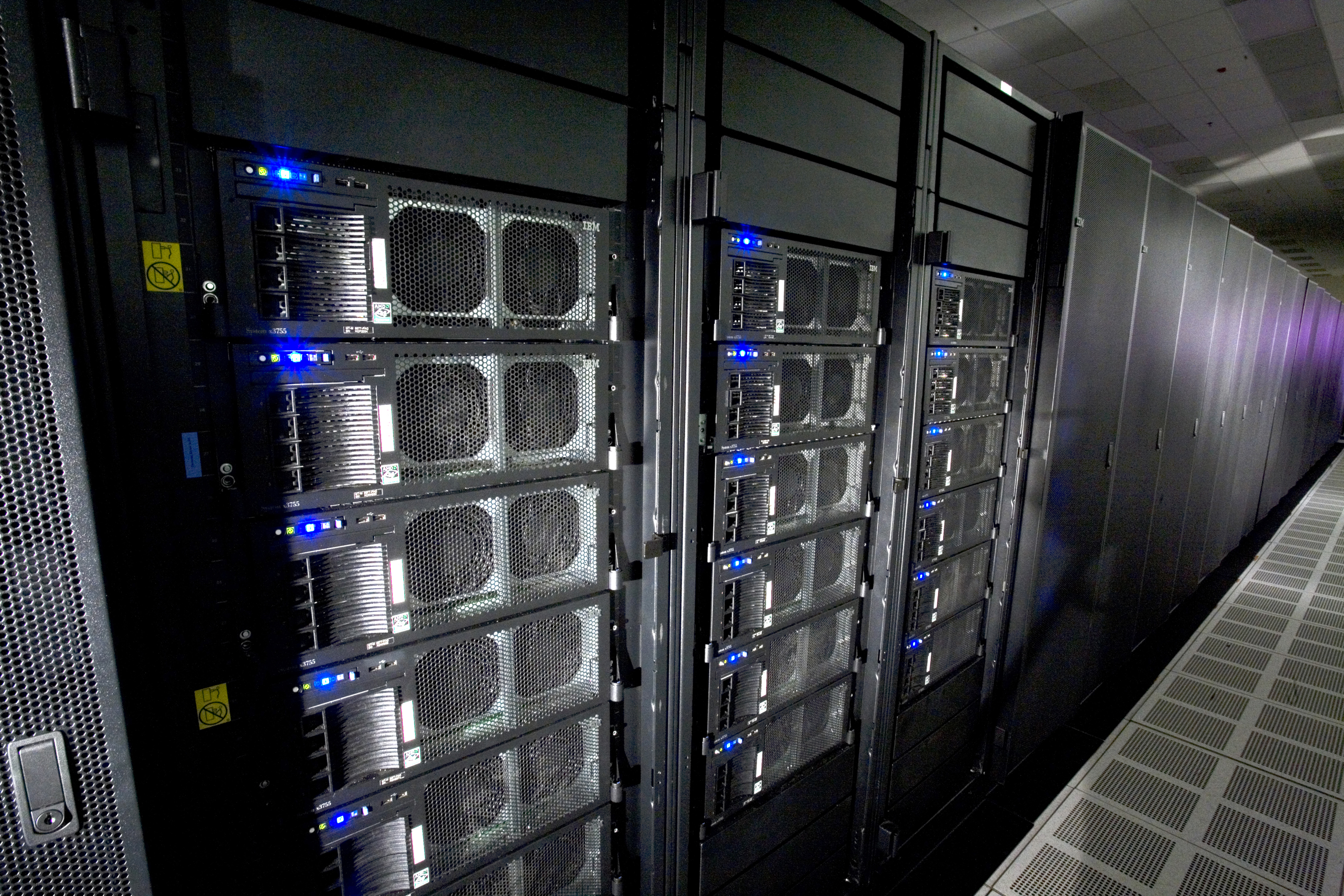
Onderdelen van de IBM Roadrunner

De IBM Roadrunner was een computer die op maandag 9 juni 2008 in gebruik werd genomen en toen 's werelds snelste computer was, en tevens de eerste petaflop-computer. De Roadrunner was twee keer sneller dan de Blue Gene System die tot dan toe bekendstond als de snelste computer.
De Roadrunner kon een biljard berekeningen per seconde uitvoeren. Dat is ongeveer 321.000 keer de snelheid van een moderne gemiddelde pc (ongeveer 3,2 GHz). Het is een ontwerp van de computerfabrikant IBM en het Amerikaanse ministerie van Energie en kostte 85 miljoen euro (133 miljoen US dollar).
In eerste instantie zou Roadrunner worden gebruikt om klimaatmodellen en andere grote wetenschappelijke modellen te simuleren. Tevens is de computer door het Amerikaanse leger gebruikt om de eerste fractie van een seconde van de ontploffing van verouderde kernwapens te simuleren.